# Riu Var
El Var és un riu de Provença, amb una llargada de 120 km que neix al sud de Barceloneta de Provença i desemboca a la mar Mediterrània prop de Niça. En un petit tram separa França i Itàlia, si bé anteriorment n'havia marcat la frontera en tota la seva llargada. Aquesta situació canvia el 1860, en ser cedida Niça a França.
Dona nom al departament de Var, si bé avui en dia aquest comprèn territoris situats a ponent no només del curs sinó fins i tot de la conca del riu. Antigament, però, el riu constituïa la frontera oriental del departament.
Durant l'antiguitat romana es deia Varus i marcava la frontera entre la Gàl·lia i Itàlia.

## Hidrologia
El Var rep l'aportació dels següents afluents principals: 
- riba esquerra: el Chans (25 km), la Tinèa (75 km) i el Vésubie (48 km),
- riba dreta : l'Estéron (64 km).

A més s'hi ajunten molts d'altres afluents secundaris: el Tuébi (a Guillaumes), el Coulomp (a Pont de Gueydan), la Chalvagne (a Entrevaus), la Roudoule (a Puget-Tenièrs).
El cabal del Var és generalment d'entre 50 i 100 m³/s si bé experimenta crescudes importants i sobtades, podent llavors atènyer en poques hores 1.000 m³/s. El nivells de crescuda per a períodes de retorn de 100 i 1.000 anys són respectivament 3.500 m³/s i 5.000 m³/s.